# فينيسيوس ريتشي
فينيسيوس ريتشي (بالبرتغالية: Vinicius Cunha Reche‏) لاعب كرة قدم برازيلي من مواليد 1984.

## مسيرته
كان ريتشي قد مثل عدد من الأندية الكبيرة في البرازيل مثل بالميراس وفاسكو دا غاما، قبل أن يحترف خارجياً عام 2008 مع نادي انغرس الفرنسي ومن ثم انتقل لنادي استوريل برايا البرتغالي، قبل أن يعود ليلعب في البرازيل مع نادي ديسبورتيفو .

## في السعودية
- مع النصر السعودي : لعب مع النصر 15 مباراة وسجل خلالها ثمانية أهداف وكان بعضها حاسمة وساهم في التأهل إلى نهائي كأس الملك ورغم الثناء من الجماهير والأهداف التي سجلتها مع الفريق فأن النصر لم يبدِ أيّ اهتمام تجاه تجديد عقده مع الفريق .
- مع الوحدة السعودي : وقع مع الوحدة لمدة ستة أشهر خلال فترة الانتقالات الشتوية، وقدم مستوى جيداً لكن ظروف الوحدة لم تساعده لأن الوحدة هبط للدرجة الأولى .
- مع التعاون السعودي : وقع مع التعاون عقداً لمدة ثلاث سنوات بعد توصية الجهاز الفني بضرورة التعاقد معه عقب تقديمه لمستويات متميزة اثناء تمثيله لفريقي النصر والوحدة ولا زال يمثل علامة فارقة في آداء الفريق الذي ينافس على المراكز الأربعة المؤهلة لدوري أبطال آسيا .

## روابط خارجية
- فينيسيوس ريتشي على موقع دوري كوريا الجنوبية (الإنجليزية)
- فينيسيوس ريتشي على موقع قاعدة بيانات كرة القدم.إي يو (الإنجليزية)
- فينيسيوس ريتشي على موقع Soccerway.com (الإنجليزية)